# 愛の歌 (ワルツ)
『愛の歌』（あいのうた、ドイツ語: Liebeslieder）作品114は、ヨハン・シュトラウス2世が1852年に作曲した初期のワルツ。

## 概要
当初このワルツは『愛の詩』というタイトルで新聞告知されたが、1852年6月18日のフォルクスガルテンでの初演では『愛のセレナーデ』に曲名変更され、初演後にカール・ハスリンガーの出版社から楽譜が出された際に、現行の『愛の歌』の曲名に再変更された。
1844年にデビューしてから、シュトラウス2世は父ヨハン・シュトラウス1世やヨーゼフ・ランナーの様式を模倣するばかりで、長らく独自の様式を構成することができなかった。当時のウィーンで絶大な影響力を誇っていた音楽批評家エドゥアルト・ハンスリックからは、「独創性が弱く、暗中模索中、恰好をつけている」と否定的な評価を受けていた。
そんなハンスリックもこのワルツには魅了され、有力紙「ヴィーナー・ツァイトゥング」紙上において「心が狭く、今日の舞踏音楽を軽蔑している、不機嫌で時代遅れの連中には、彼らを恥じ入れさせる様な寛容さで、若きシュトラウスのセレナーデを聴かせるのがよい」と高く評価している。また、鋭い新聞批評で知られた「テアターツァイトゥンク」紙も、「今や、息子ヨハン・シュトラウスが、父シュトラウスに完全にとって代わったことは明らかだ」と好意的に批評し、「変わらぬ価値と不滅の美しさを持った最初の傑作の数々」の一作に含まれると書いた。
この時期にシュトラウス2世は作曲家として急速な成長を遂げ、既成の様式の単なる模倣ではない、独創的な作品を生み出すことができるようになっていた。やや暗い曲想ながらも、ヴァイオリンやチェロなどの弦楽器がよく鳴り響く、1850年代の傑作ワルツのひとつとしても重要な作品で、ほぼ同時期の『アンネン・ポルカ』と並ぶ、シュトラウス2世の創作上初期の傑作のひとつに数えられて、しばしCDなどに演奏・録音されてもいる。